# Coconi
Coconi es una localidad rumana de la comuna de Mânăstirea, en el condado de Călărași.

## Historia
Hacia finales del siglo XIX la localidad, que por entonces pertenecía al antiguo condado de Ilfov, formaba ya parte de la comuna de Mânăstirea y tenía contabilizada una población de 770 habitantes.
En la segunda mitad del siglo XX la localidad había pasado a forma parte del condado de Călărași. En el censo de 2021 la localidad tenía una población de 761 habitantes.